# Хитц, Марвин
Ма́рвин Хитц (нем. Marwin Hitz, 18 сентября 1987) — швейцарский футболист, вратарь клуба «Базель».

## Карьера
Свою футбольную карьеру Марвин Хитц начал играя в молодёжной части швейцарского клуба «Санкт-Галлен». В 2007 году он отправился в аренду в клуб «Ивердон-Спорт», за который не провёл ни одного матча, и в следующем сезоне отправился в «Винтертур».
В «Винтертуре» Хитц задержался недолго и в том же году отправился в немецкий «Вольфсбург», где стал третьим вратарём основного состава и вратарём второго состава клуба. Договор с «Вольфсбургом» футболист заключил до 2011 года.
Первый раз в воротах основного состава «Вольфсбурга» Хитц смог оказаться в матче 1/16 финала Лиги Европы 2009/10 против испанского «Вильярреала». Такую возможность он получил благодаря сильной травме у своего соотечественника Диего Бенальо. Первый матч в Бундеслиге Марвин Хитц провёл через несколько дней против «Шальке-04». В том матче он пропустил один мяч, что не помешало «Вольфсбургу» выиграть со счётом 2:1. Кроме того, Хитц находился в воротах в ответном матче 1/16 финала Лиги Европы и в обоих матчах 1/8 финала.
По истечении контракта с «Вольфсбургом» на правах свободного агента перешел в «Аугсбург».
В середине мая 2018 года подписал трехлетний контракт с дортмундской «Боруссией», которой так же достался свободным агентом.
Марвин Хитц являлся первым номером сборной Швейцарии для игроков моложе 21 года.

## Достижения
«Вольфсбург»
- Чемпион Германии: 2008/09

«Боруссия» Дортмунд
- Обладатель Кубка Германии: 2020/21
- Обладатель Суперкубка Германии: 2019